# Plenipotenciário
Plenipotenciário (derivado de plenipotência, que vem do latim plenipotens) diz-se daquele que tem todos os poderes.
O termo é muito utilizado no direito internacional, para qualificar o diplomata que é enviado a um encontro com plenos poderes para representar seu país na missão diplomática para o qual foi designado, podendo assinar acordos ou realizar negócios em nome do país que o enviou.